# Museo dell'Identità
Il Museo dell'Identità è stato un museo archeologico della città di Torre Annunziata, aperto al pubblico dal 2016 al 2022, che custodiva molti reperti ritrovati negli Scavi archeologici di Oplonti, tra cui gli Ori di Oplontis. Il Museo ospitava anche alcuni oggetti della Real Fabbrica d’Armi risalenti al XVIII secolo e presepi della tradizione napoletana.

## Descrizione
Il museo, dislocato all'interno di Palazzo Criscuolo, si articolava in cinque sale. Nella prima sala, dedicata ai ritrovamenti effettuati nella Villa di Crassio (villa "B"), erano esposte tre anfore con base a punta, dei balsamari per unguenti e profumi, monili in oro ritrovati accanto agli scheletri delle vittime dell'eruzione del Vesuvio del 79. Nella seconda, terza e quarta sala, erano esposte le statue provenienti dalla Villa di Poppea (villa "A") di Oplontis, mentre nella quinta sala oggetti relativi all'instrumentum domesticum.

## Collezione
Tra i reperti più apprezzati del museo, Il fanciullo con l’anatra risalente al I secolo d.C., una delle tante copie dell’originale greco in bronzo, dello scultore Boethos, che insieme ad un gruppo di quattro centauri era probabilmente collocato vicino alla piscina o in cima alla fontana. Fanno parte della collezione uno strigile in bronzo, un cratere, una serie di statue tutte in marmo bianco, rappresentanti una centauressa, un centauro barbato, un efebo, una figura di donna (Nike) ed un gruppo composto da un Satiro con Ermafrodito.
| Soggetto/Titolo         | Tipologia | Data     | Provenienza |
| ----------------------- | --------- | -------- | ----------- |
| Centauressa             | statua    | I secolo | Villa "A"   |
| Centauro barbato        | statua    | I secolo | Villa "A"   |
| Cratere neoattico       | scultura  | I secolo | Villa "A"   |
| Efebo nudo con mantello | scultura  | I secolo | Villa "A"   |
| Fanciullo con anatra    | statua    | I secolo | Villa "A"   |
| Ori di Oplontis         | statua    | I secolo | Villa "B"   |
| Satiro con Ermafrodito  | statua    | I secolo | Villa "A"   |
| Strigile                | attrezzo  | I secolo | Villa "B"   |
| Vittoria alata          | statua    | I secolo | Villa "A"   |